# Tawern
Tawern település Németországban, Rajna-vidék-Pfalz tartományban. Lakosainak száma 2650 fő (2023. december 31.).

## Népesség
A település népességének változása:
| Lakosok száma | 2098 | 2618 | 2624 | 2662 | 2640 | 2650 |
|               | 1975 | 2017 | 2019 | 2021 | 2022 | 2023 |